# Sikkim Krantikari Morcha

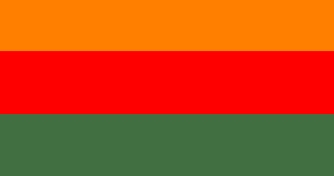
Parteifahne der Sikkim Krantikari Morcha

Sikkim Krantikari Morcha (SKM, Nepali सिक्किम क्रान्तिकारी मोर्चाका, ‚Revolutionäre Front Sikkims‘) ist eine Partei im indischen Bundesstaat Sikkim.

## Parteigeschichte

### Gründung
Die Partei wurde am 4. Februar 2013 in Soreng in West-Sikkim gegründet. Die Parteigeschichte ist eng mit der politischen Biografie ihres geistigen Vaters und späteren Vorsitzenden Prem Singh Tamang (auch bekannt als Prem Singh Golay) verbunden. Tamang hatte zu den Gründern der Sikkim Democratic Front (SDF) gehört und war seit dem Jahr 1994 durchgehend Abgeordneter für die SDF im 32 Abgeordnete umfassenden Parlament von Sikkim gewesen. In den Jahren 1994 bis 2009 bekleidete er verschiedene Ministerämter in den Regierungen von Chief Minister Pawan Chamling. Kurz nach der Wahl 2009 kam es jedoch zu einem Zerwürfnis zwischen Tamang und der von Chamling geführten SDF. Beim sogenannten Rolu Picnic, einer öffentlichen Veranstaltung auf dem Rolu-Feld in Süd-Sikkim distanzierte sich Tamang öffentlich von der Regierung. Auch nachdem seine Anhänger die SKM gegründet hatten, blieb er noch einige Zeit Mitglied der SDF, schloss sich dann aber am 6. Oktober 2013 der neuen Partei an und wurde kurze Zeit später ihr Vorsitzender. In ihrem Wahlmanifest zur Wahl 2014 versprach die Partei, den „Schaden“, den die SDF-Regierung in Sikkim angerichtet habe, zu beheben und kündigte im Fall ihrer Machtübernahme die Schaffung von Tausenden Arbeitsplätzen für arbeitslose Jugendliche an, sowie verschiedene soziale und wirtschaftspolitische Initiativen.

### Parlamentswahl in Sikkim 2014

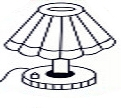
Die Tischlampe, das Wahlsymbol der Sikkim Krantikari Morcha seit 2014

Bei der Parlamentswahl in Sikkim am 12. April 2014 gewann die SKM 40,8 Prozent der Stimmen und 10 der 32 Mandate. Alle gewonnenen Wahlkreise lagen in den Distrikten East Sikkim und North Sikkim. Außerdem gewann SKM den Sitz der Sangha. Die Sikkim Democratic Front gewann 55,0 Prozent der Stimmen und 22 Mandate und stellte anschließend mit Chief Minister Pawan Chamling erneut die Regierung Sikkims.
Aufgrund des Wahlergebnisses wurde Sikkim Krantikari Morcha durch die Indische Wahlkommission mit Wirkung vom 26. Mai 2014 als „bundesstaatliche Partei“ (state party) in Sikkim anerkannt und wählte sich als Wahlsymbol (zur Verwendung bei Abstimmungen für analphabetische Wähler) eine Tischlampe.
Von den 10 gewählten Abgeordneten liefen in den Jahren 2015 und 2016 allerdings sieben zur Regierungspartei SDF über.

### Parlamentswahl in Sikkim 2019
Bei der Wahl zum Parlament von Sikkim am 11. April 2019 gewann die SKM eine knappe Mehrheit der Mandate (17 von 32). Der Parteivorsitzende Tamang hatte selbst nicht kandidiert, weil er von August 2017 bis August 2018 aufgrund eines Korruptionsdelikts rechtskräftig verurteilt und inhaftiert worden war. Deswegen war er nach den indischen Wahlgesetzen sechs Jahre bei Kandidaturen für politische Ämter gesperrt. SKM-Parteioffizielle bestritten allerdings, das dies der Grund sei und erklärten, dass sich Tamang auf den Wahlkampf seiner Partei habe konzentrieren wollen.
Drei Kandidaten waren bei der Wahl jeweils in zwei Wahlkreisen gleichzeitig angetreten und hatten beide Wahlkreise gewonnen. Es handelte sich um die beiden SDF-Abgeordneten Pawan Chamling und D. T. Lepcha sowie um den SKM-Kandidaten Kunga Nima Lepcha. Da die drei jeweils nur ein Mandat annehmen konnten, wurden Nachwahlen in drei Wahlkreisen fällig. Dem Ausgang dieser Nachwahlen wurde eine entscheidende Bedeutung für den Fortbestand der neuen SKM-Regierung beigemessen.
Bei der parallel zur Wahl in Sikkim stattfindenden Wahl zum gesamtindischen Parlament, der Lok Sabha 2019, gewann der SKM-Kandidat das Wahlkreismandat für Sikkim.

## Wahlergebnisse
Die folgende Tabelle zeigt die Wahlergebnisse bei den gesamtindischen Parlamentswahlen und bei den Wahlen in Sikkim. Bei den Wahlen zur Lok Sabha beziehen sich die Zahlenangaben auf ganz Indien.
| Jahr | Wahl                          | Stimmenanteile | Sitze |
| ---- | ----------------------------- | -------------- | ----- |
| 2014 | Wahl zur Lok Sabha 2014       | < 0,1 %        | 0/543 |
| 2014 | Parlamentswahl in Sikkim 2014 | 40,8 %         | 10/32 |
| 2019 | Wahl zur Lok Sabha 2019       | < 0,1 %        | 1/543 |
| 2019 | Parlamentswahl in Sikkim 2019 |                | 17/32 |